# Señor de la Atlántida - Poseidón
Señor de la Atlántida - Poseidón (también conocido como la Expansión Oficial del Zeus: Poseidón) es la expansión del juego histórico de construcción de ciudades situado en la Antigua Grecia. Es la expansión para el juego Señor del Olimpo - Zeus.  Su adición más notable fue el nuevo tema atlante, sin embargo la configuración general permaneció igual. Los cambios mayores fueron que en vez de tener edificios culturales como teatros, los atlantes tienen edificios científicos como observatorios y bibliotecas. El juego también introduce dos nuevos dioses disponibles tanto para los griegos como los atlantes: Hera, cuyo santuario se acompaña de naranjos, y Atlas que puede acelerar la construcción de los santuarios o pirámides atlantes. 